# Refugio naval Groussac
El refugio naval Groussac (originalmente refugio naval Hipólito Bouchard) es un refugio de Argentina en la Antártida ubicado en la costa sur del Puerto Circuncisión, en la isla Petermann, junto a la costa oeste de la península Antártica. Fue inaugurado el 6 de febrero de 1955 y está operado por la Armada Argentina.

## Características

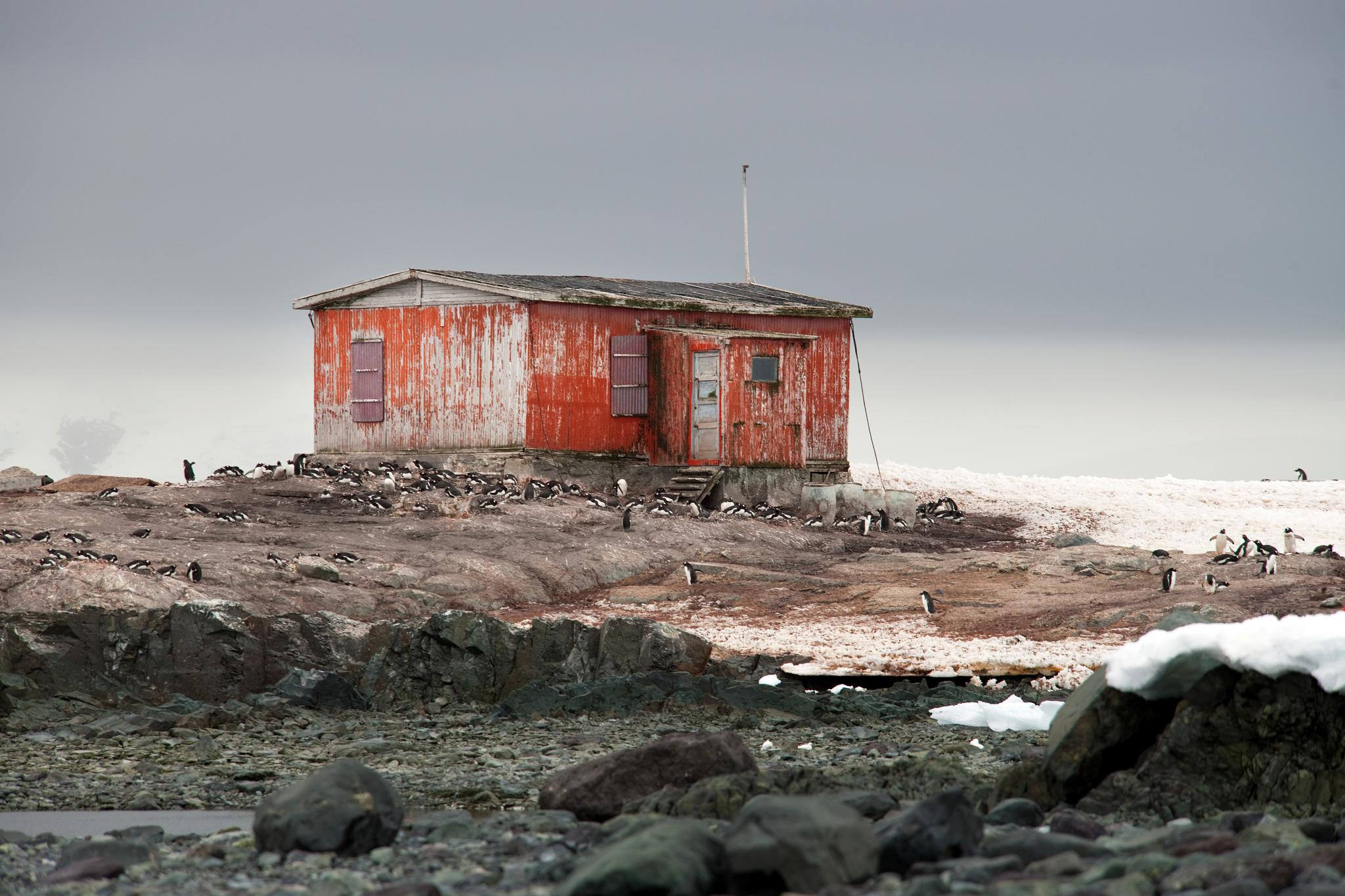
Vista del refugio en 2009.

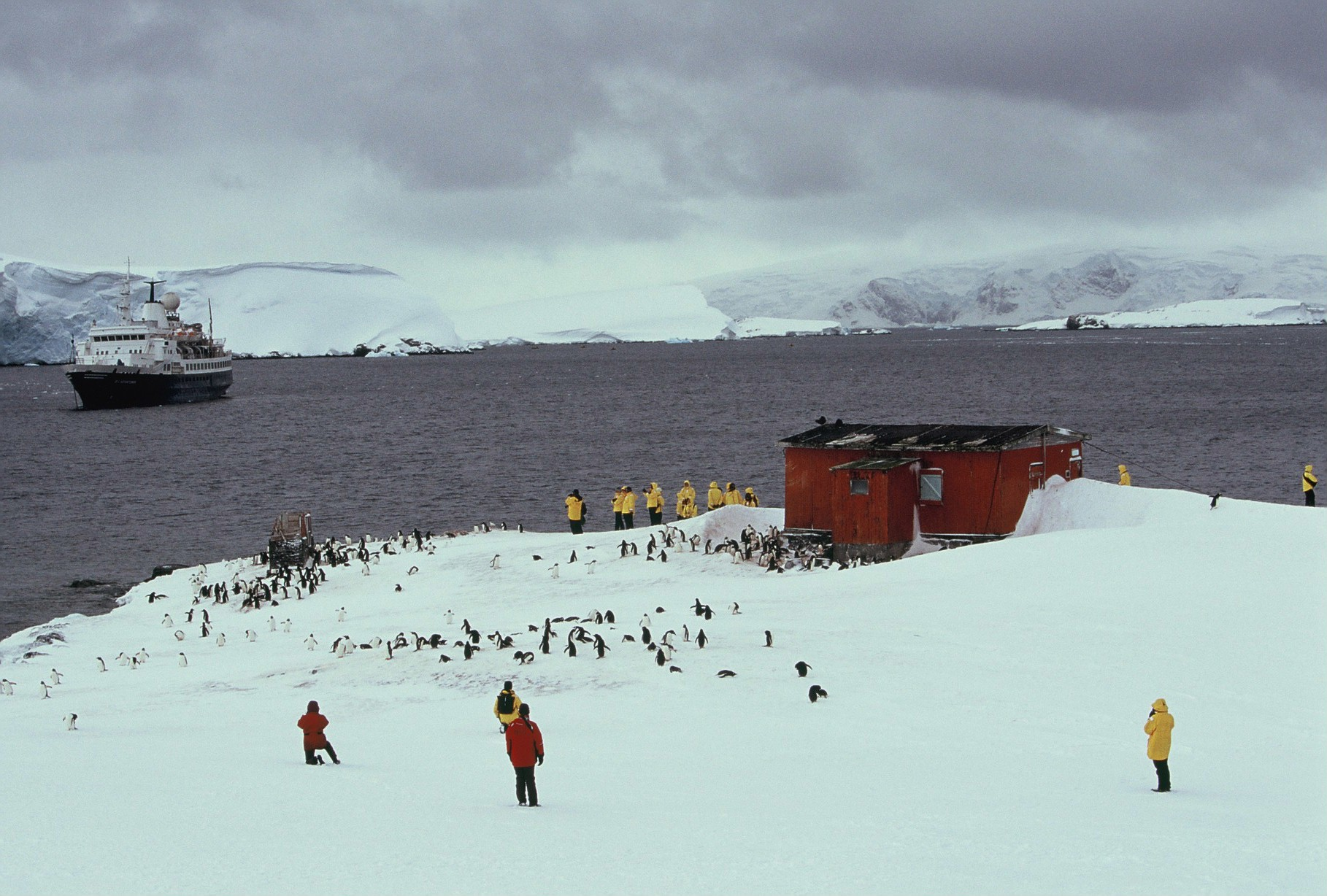
Vista del refugio y sus alrededores.

El refugio se asienta en medio de una colonia de pingüinos papúa antárticos (Pygoscelis papua ellsworthi). El nivel medio del mar en la zona es de 1,22 metros.
Lleva su nombre actual en honor a Paul Groussac (1848-1929), escritor e historiador francés radicado en Argentina, autor de un alegato sobre la reclamación argentina de las islas Malvinas y biografías de los próceres argentinos.
Consiste de una construcción de madera con un almacén que puede almacenar provisiones para tres personas durante tres meses. Fue utilizado durante los veranos de 1954-1955, 1956-1957 y 1957-1958, incluyendo el período del Año Geofísico Internacional, durante el cual funcionó como una base para realizar observaciones meteorológicas de superficie y observaciones sobre fluctuaciones del nivel del mar.
Desde el refugio se han realizado transmisiones de radioaficionados en los años 1998, 1999, 2000, 2001, 2002 y 2011.
El refugio fue ocupado periódicamente por personal del British Antarctic Survey de la Base Faraday.
Luego de no recibir mantenimiento desde 2007, en enero de 2018 fue abierto y reparado por una dotación de 8 hombres.